# Biscôme
Le biscôme est une sorte, de pain d'épice plat,, de couleur brune,, à pâte semi-dure et au goût épicé.

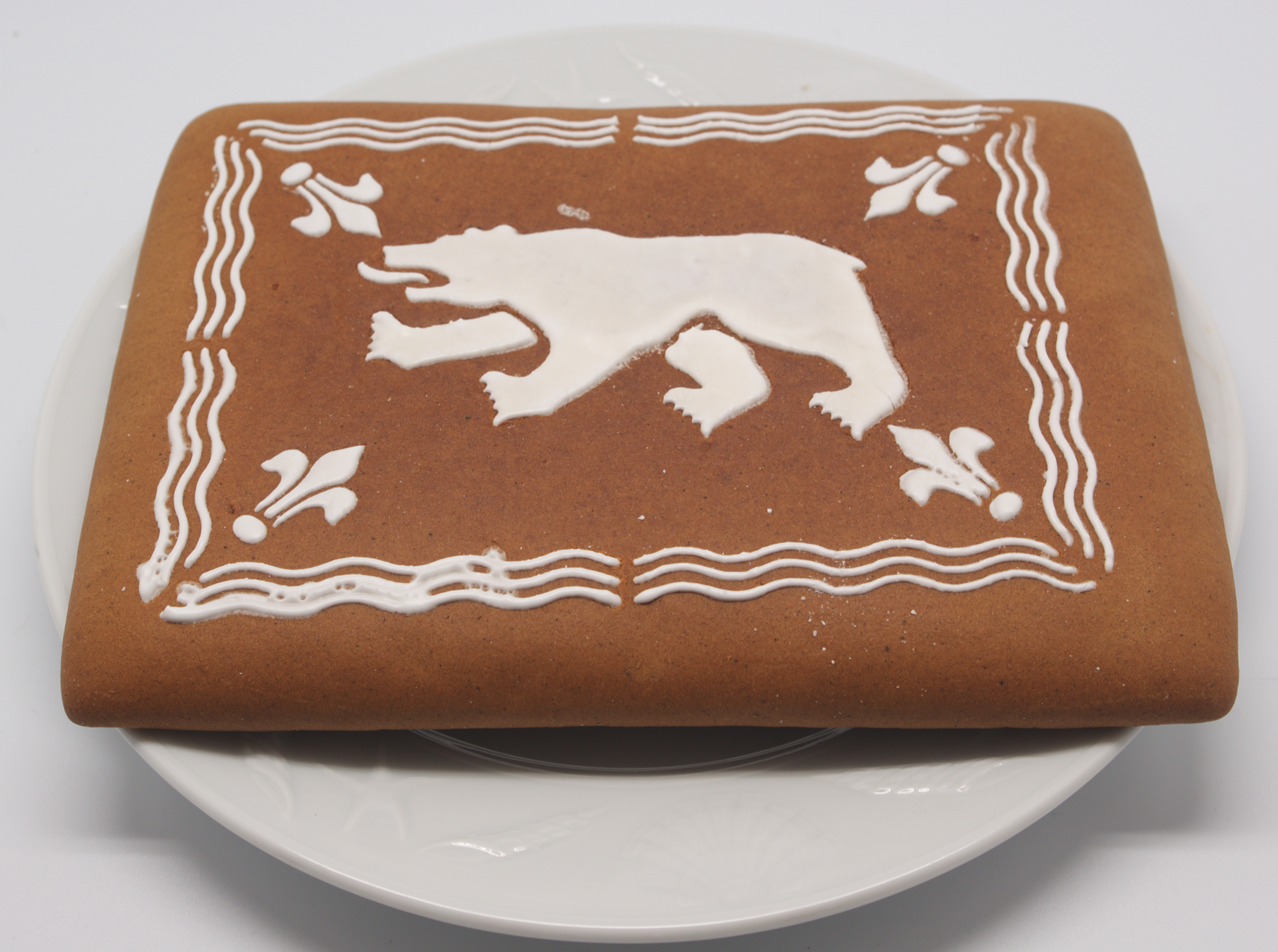
Biscôme avec glaçage représentant l'ours de Berne.

La pâte est obtenue en mélangeant de la farine, du miel, du sucre, des épices (cannelle, girofle, muscade, cardamome...), du carbonate (poudre à lever) et de la potasse. On y ajoute parfois du vin cuit. Il est notamment consommé dans l'ouest et le nord de la Suisse, et dans diverses régions d'Allemagne pendant l'Avent et pour la Saint-Nicolas.

## Histoire
Le biscôme, ou pain d’épices, est l'une des plus anciennes pâtisseries connues du monde germanique. On en retrouve déjà trace en Alsace au XVe siècle et sa première mention suisse date de 1541 dans le canton de Fribourg. C’est bien dans ce canton et dans celui de Berne que le biscôme (ou Lebkuchen) a la plus grande tradition. Et si à Fribourg il est associé à la Saint-Nicolas, à Berne on en trouve tout au long de l’année.
À l’époque où la Saint-Nicolas était davantage fêtée que Noël (c’était là où on s’offrait les cadeaux), le biscôme était un présent presque obligatoire, plus tard accompagné de mandarines et de cacahuètes. On cuisait alors les biscômes dans les fours à pain, soit en même temps, soit juste après, pour profiter de la chaleur douce.

## Variantes
Il existe une multitude de variantes de la recette de base, à laquelle certains ajoutent des noisettes ou des amandes[réf. souhaitée].